# Wilde akelei
De wilde akelei (Aquilegia vulgaris) is een 45-60 cm hoge vaste plant uit de ranonkelfamilie (Ranunculaceae). De soort is zeer zeldzaam in Zuid-Limburg, maar komt elders verwilderd meer voor.

## Algemeen
De plant bloeit van mei tot juli met 3-5 cm grote bloemen, die vijf opvallend gepunte paarsblauwe, roodpaarse, roze of witte kroonbladen en talrijke meeldraden hebben. De punt wordt gevormd door een honingklier (nectarie). De vrucht is een kokervrucht.

## Verspreiding
De standplaats van deze planten is op vochtige, beschaduwde grassige plekken en op lichte plaatsen in een loofbos. De plant komt van nature voor in de gematigde zones van Europa en Azië. Vroeger werd de plant ook veel op begraafplaatsen aangeplant.

## Toepassingen
Alle delen van de plant zijn in lichte mate giftig. 
Er werd in de volksgeneeskunst vooral vroeger een helende werking tegen reumatiek en mond- en keelontstekingen aan toegeschreven. Hildegard van Bingen beschreef de plant reeds in de 12e eeuw.

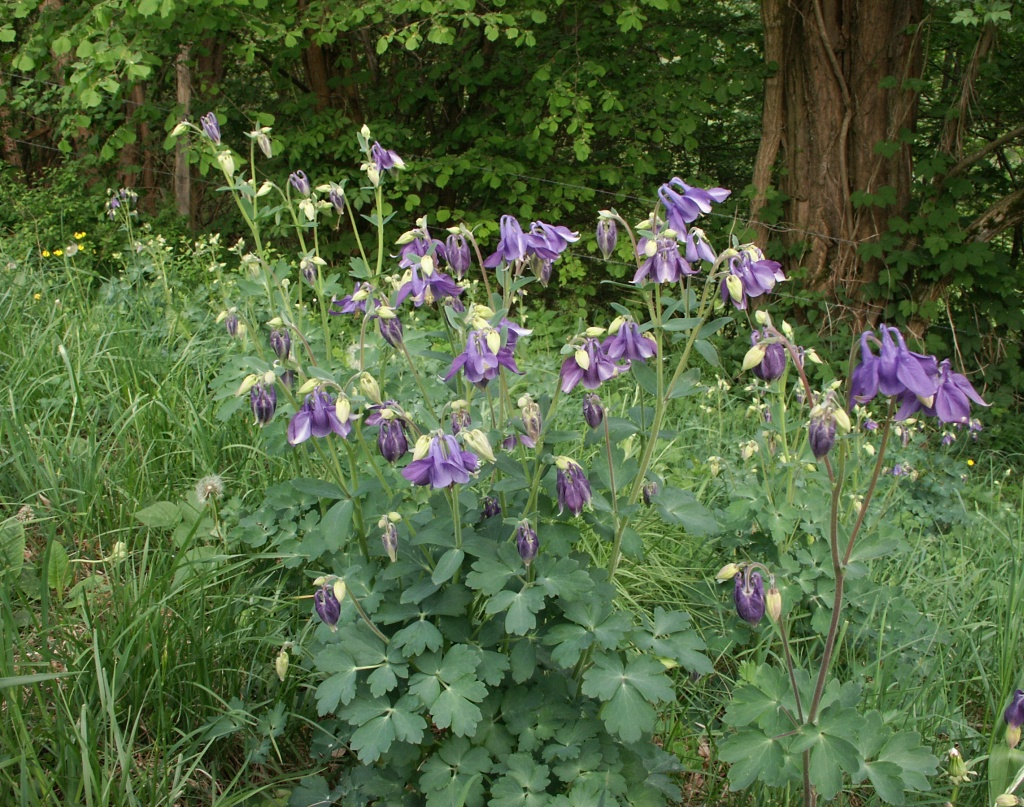
Wilde akelei

... · 
A. alpina (Alpenakelei) · 
A. atrata (Donkere akelei) · 
A. bernardii · 
A. bertolonii · 
A. einseleana · 
A. formosa · 
A. olympica · 
A. pyrenaica (Pyrenese akelei) · 
A. vulgaris (Wilde akelei) · ...